# Susana Vieira
Susana Vieira, nata Sônia Maria Vieira Gonçalves (San Paolo, 23 agosto 1942), è un'attrice, danzatrice e showgirl brasiliana.

## Biografia
Ha vissuto gran parte dell'infanzia in Argentina coi genitori e i fratelli: a Buenos Aires ha iniziato a studiare danza. Al ritorno in Brasile si è dedicata intensamente a quest'arte fino a diventare la stella del corpo di ballo del Teatro Municipal de São Paulo. Nel 1963, sempre come ballerina, è apparsa in alcuni varietà di Rede Tupi, ma successivamente è stata anche ingaggiata per vari ruoli di attrice nelle telenovelas di questa emittente. In seguito ha lavorato nelle produzioni tv di Rede Globo, arrivando anche a sostenere parti da protagonista, come in Anjo Mau, Marina, Destini, Luna piena d'amore, Duas caras,  Amor à vida, A Regra do Jogo e Paraíso Tropical. Nel 1983 ha recitato in una telenovela messicana, Profesión: Señora, cosa insolita per un'attrice del Brasile. È anche stata interprete di fotoromanzi. Ha vinto numerosi riconoscimenti, tra cui il Trofeo Mario Lago nel 2015.
Nel 2018 ha appoggiato la candidatura di Jair Bolsonaro alle elezioni presidenziali. Subito dopo l'insediamento del suo idolo politico ha rivelato di avere da tre anni una forma di leucemia cronica.  

## Vita privata
Si è sposata tre volte. Il terzo marito, un poliziotto molto più giovane di lei (28 anni di differenza), è morto nel dicembre 2008 in seguito a un'overdose: la coppia aveva appena divorziato. Anche gli altri matrimoni di Susana si sono conclusi col divorzio: dal primo, quello con Regis Cardoso, è nato un figlio. Susana Vieira è anche stata per breve tempo sentimentalmente legata al collega Rubens de Falco, suo partner nella telenovela Marina.